# HD 6434 b
HD 6434 b是一顆位於鳳凰座的太陽系外行星，母恆星是 HD 6434。該行星的質量下限大約是木星的一半。它和母恆星的距離只有0.14天文單位，因此公轉周期只有22日。它和飛馬座51b等典型的熱木星不同的是，它的軌道並非接近圓形，而是橢圓形。
藉著研究依巴谷卫星的天文測量資料，一群科學家認為該行星的軌道傾角是179.9°（幾乎完全面對地球觀測者），質量是木星的196倍。如果是這樣的話，HD 6434 b 就應該是紅矮星。不過根據統計的結果，它是紅矮星的可能性極低。但因為它的軌道傾角目前未知，至今無法知道它的真實質量。因此目前該天體仍很可能是行星。

## 外部連結
- . Exoplanets.   [2012-11-22]. （原始内容存档于2009-11-24）.
- . Extrasolar Visions.   [2012-11-22]. （原始内容存档于2004-11-15）.